# Шмид, Лотар
Лотар Максимилиан Лоренц Шмид (нем. Lothar Maximilian Lorenz Schmid; 10 мая 1928, Дрезден — 18 мая 2013, Бамберг) — немецкий шахматист, гроссмейстер (1959), гроссмейстер ИКЧФ (1959), международный арбитр (1975). Национальный мастер (1951).

## Биография
Лотар Шмид родился в мае 1928 года в Веймарской Германии. В 13 лет он увлёкся шахматами и стал членом шахматного клуба в своём городе. Через 2 года он уже шахматный мастер в своей земле. В 1947 году он принял участие и выиграл чемпионат по шахматам в Советской демилитаризационной зоне.
В 1948 году спортсмену удалось перебраться в Баварию. Всю оставшиюся жизнь он прожил в этой земле. Выступал за сборную ФРГ, в 1959 году получил звание гроссмейстера, в 1975 году получил звание международного арбитра.
Умер на 86 году жизни 18 мая 2013 года в Баварии.

## Участие в соревнованиях
2-й призёр чемпионатов ФРГ (1955 и 1959). Победитель международных турниров: Травемюнде (1951), Цюрих (1954 и 1964), Гётеборг (1956), Малага (1963; 1-2-е место), Мар-дель-Плата (1970, 1973), Лондон (1979).
Другие успешные выступления: Гастингс (1951/1952) — 3-е; Венеция (1953); — 2-3-е; Цюрих (1961) — 4-5-е; Бамберг (1968) — 2-3-е (с Т. Петросяном); Аделаида (1971) — 2-4-е места.
Участник зонального турнира ФИДЕ в Дублине (1957) — 4-е место и матча СССР — ФРГ (1960). В 1950—1974 (кроме 1966 и 1972) выступал за команду ФРГ на олимпиадах (1974 — 1-я доска). В игре по переписке занял 1-е место в международном турнире памяти Э. Дикгофа (1954—1956); 2-3-е — во 2-м чемпионате мира (1956—1959).

## Судейская и творческая деятельность
Главный арбитр матчей на первенство мира среди мужчин (Р. Фишер — Б. Спасский, 1972; А. Карпов — В. Корчной, 1978), претендентских матчей (Р. Фишер — Т. Петросян, 1971; В. Корчной — Л. Полугаевский, 1977), 24-й олимпиады (1980), юношеского чемпионата мира (1980) и других соревнований.
Шахматист активного позиционного стиля, Шмид не избегал и осложнений. Партия Шмид — X. Диес дель Корраль (Люцерн, 1963) характерна для его шахматного творчества:  Архивная копия от 15 марта 2012 на Wayback Machine.
Обладатель самой крупной в мире частной шахматной библиотеки (свыше 15 тысяч книг), включающей в себя также инкунабулы (в том числе книга Л. Лусены). Автор ряда исследований по истории шахмат.

## Изменения рейтинга
| Графики недоступны из-за технических проблем. См. информацию на Фабрикаторе и на mediawiki.org. |